# Jaycee Okwunwanne
Jaycee John Okwunwanne (arabisch جيسي جون Dschaisi Dschun, DMG Ǧaisī Ǧūn; * 8. Oktober 1985 in Lagos) ist ein ehemaliger nigerianisch-bahrainischer Fußballspieler.

## Karriere

### Verein
Okunwanne wurde 1985 in Lagos, Nigeria geboren. Schon in frühen Jahren emigrierte er nach Bahrain, wo er seine Karriere als Fußballspieler in dem Verein Al-Ahli begann. Im Jahr 2005 debütierte er in der Bahraini Premier League, nachdem er für eineinhalb Jahre bei Al-Ahli gespielt hatte. Im Frühjahr 2007 verließ er seine alte Mannschaft und wechselte zum Muharraq Club, mit der er in den Jahren 2007 und 2008 die Meisterschaft von Bahrain gewann. Des Weiteren gewann er mit seiner Mannschaft den Winning Cup, den Bahrain Kronprinz Cup und den AFC Cup im Jahr 2008.
Im Sommer 2008 wechselte er nach Belgien, wo er sich Excelsior Mouscron aus Mouscron anschloss. Am 16. August 2008 gab er sein Debüt in der belgischen Ersten Division. Zu Beginn des Jahres 2010 wechselte er zum türkischen Club Eskişehirspor nach Eskişehir. In der Wintertransferperiode wechselte er zu Al-Dschahra FC in Kuwait. Zu Beginn der Saison 2011/2012 wechselte er in die Qatar Stars League zum Al-Kharitiyath Sports Club.
Ende 2020 unterschrieb er einen Vertrag beim thailändischen Fußballverein Chonburi FC, welcher in der höchsten Liga des Landes, der Thai League, spielt. Für den Erstligisten stand er elfmal in der ersten Liga auf dem Spielfeld. Nach Saisonende wurde sein Vertrag nicht verlängert.

### Nationalmannschaft
Okunwanne spielt seit 2007 in der bahrainischen Nationalmannschaft.

## Erfolge
Muharraq Club
- Bahraini Premier League: 2007, 2008
- Bahraini King’s Cup: 2008
- Bahraini Crown Prince Cup: 2007, 2008
- AFC Cup: 2008

Bangkok United
- Thai Premier League: 2016 (Vizemeister)
- FA Cup: 2017 (Finalist)

## Auszeichnungen
Bahraini Premier League
- Fußballer des Jahres: 2008
- Torschützenkönig: 2005/06, 2007/08